# Saluhallen Briggen

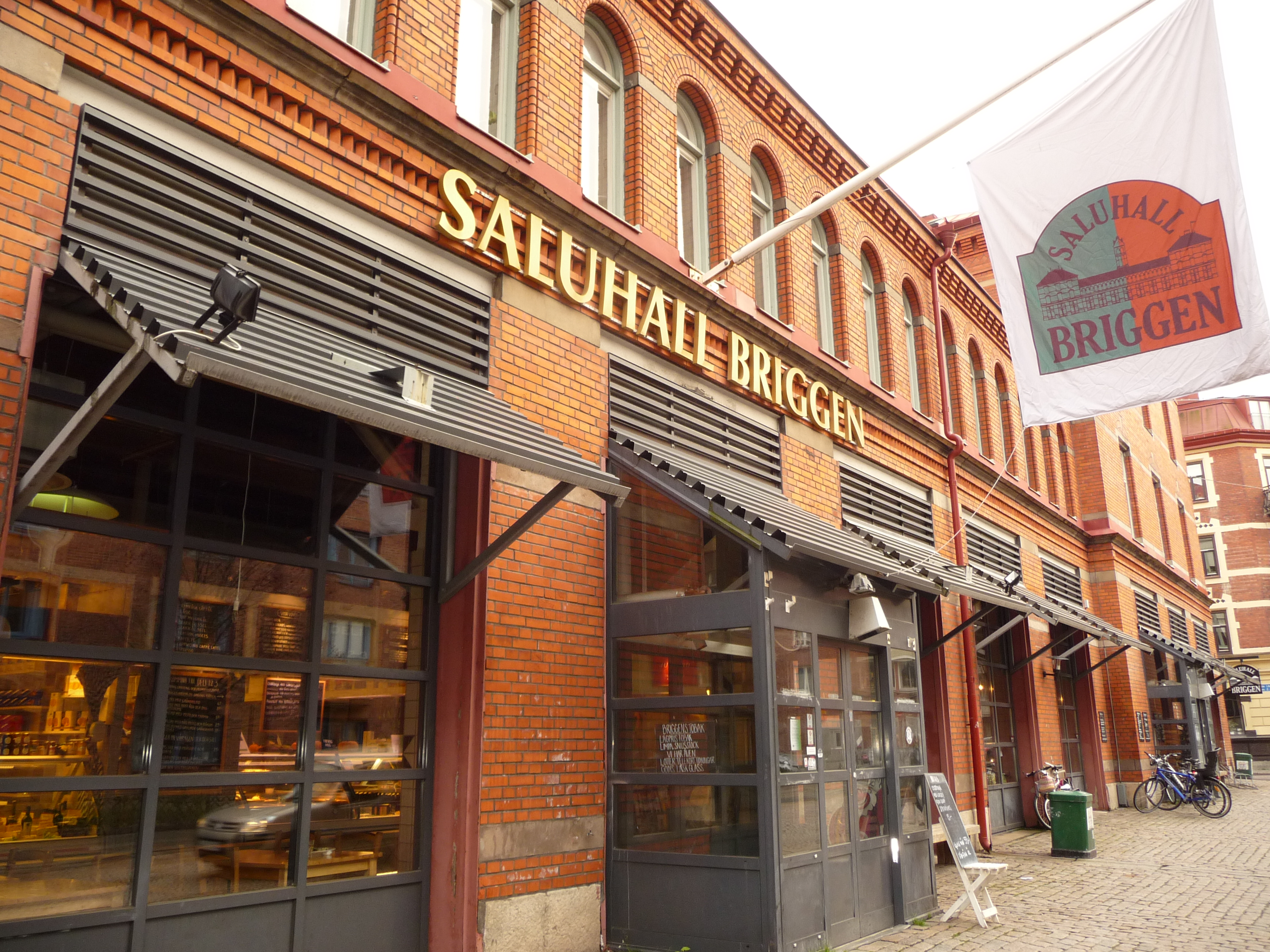
Saluhallen Briggen.

Saluhallen Briggen ligger i kvarteret Briggen på Nordhemsgatan mellan Tredje Långgatan och Fjärde Långgatan i stadsdelen Masthugget i Göteborg. Saluhallen är inrymd i en före detta brandstation. 

## Historik
År 1888 beslutades om en ny huvudbrandstation i stadsdelen Masthugget och den nya brandstationen var inflyttningsklar 1891. Den ersatte då den tidigare brandstationen, som hade funnits i stadshuset sedan 1872. Byggnaden, i två till tre våningar, ritades av Georg Krüger.
År 1985 beslutades att bygga en ny brandstation i Gårda och efter en tids diskussioner beslutades att den gamla byggnaden bland annat skulle omvandlas till en saluhall. Byggnaden förvärvades 1988 av det kommunala bolaget Higab. Saluhallen Briggen invigdes den 27 september 1991.